# Розали Брадфорд
Розали Брадфорд (енгл. Rosalie Bradford; Оберндејл, 27. августa 1943. - 29. новембра 2006) је једна од најтежих људи икада, и 2 најтежа жена икада (544 kg).